# Benny Lai
Benny Lai (ur. 27 kwietnia 1925 w Rzymie, zm. 12 grudnia 2013 tamże) – włoski pisarz i dziennikarz katolicki.
Pracę jako dziennikarz rozpoczął w 1946 roku. Watykanistą był od 2 czerwca 1952 roku. Współpracował z wieloma włoskimi gazetami: Gazzetta del Popolo, La Nazione, Il Resto del Carlino i Il Giornale. Był autorem wielu interesujących książek, w tym o finansach Watykanu, kilku papieżach XX wieku, konklawe XX wieku, i o "niedoszłym papieżu" - kard. Giuseppe Sirim, którego był przyjacielem. W roku 2006 opublikował dziennik z lat 1953-1978, który kończy się wyborem na papieża Karola Wojtyły.

## Książki
- Vaticano sottovoce, Milano, Longanesi, 1961.
- Vaticano aperto, Milano, Longanesi, 1968.
- Montini, Milano, Longanesi, 1969.
- La seconda Conciliazione, Firenze, Vallecchi, 1978.
- Finanze e finanzieri vaticani fra l'800 e il '900. Da Pio IX a Benedetto XV, Milano, Mondadori, 1979.
- I segreti del Vaticano da Pio XII a papa Wojtyla, Roma e Bari, Laterza, 1984.
- Il Papa non eletto. Giuseppe Siri, cardinale di Santa Romana Chiesa, Roma e Bari, Laterza, 1993.
- Affari del Papa. Storia di cardinali, nobiluomini e faccendieri nella Roma dell'Ottocento, Roma e Bari, Laterza, 1999.
- Il mio Vaticano. Diario tra pontefici e cardinali, Soveria Mannelli, Rubbettino, 2006.
- Giuseppe Siri. Le sue immagini, le sue parole, Genova, De Ferrari, 2008.
- Racconti vaticani, Verona, Fede & Cultura, 2010.
- Finanze vaticane. Da Pio XI a Benedetto XVI, Soveria Mannelli, Rubbettino, 2012.